# (4006) Sandler
(4006) Sandler es un asteroide perteneciente al cinturón de asteroides, descubierto el 29 de diciembre de 1972 por Tamara Mijáilovna Smirnova desde el Observatorio Astrofísico de Crimea (República de Crimea).

## Designación y nombre
Designado provisionalmente como 1972 YR. Fue nombrado Sandler en honor a Grigory Moiseeviĉ Sandler director de orquesta ruso soviético.